# Henry Calvin
Henry Calvin, właściwie Wimberly Calvin Goodman (ur. 25 maja 1918 w Dallas, zm. 6 października 1975 tamże) – amerykański aktor komediowy; odtwórca m.in. roli sierżanta Garcii w serialu Zorro (1957-1959).
Zmarł na nowotwór złośliwy krtani w wieku 57 lat.

## Filmografia (wybór)
- 1965: Statek szaleńców